# 薩索迪博斯科內羅山

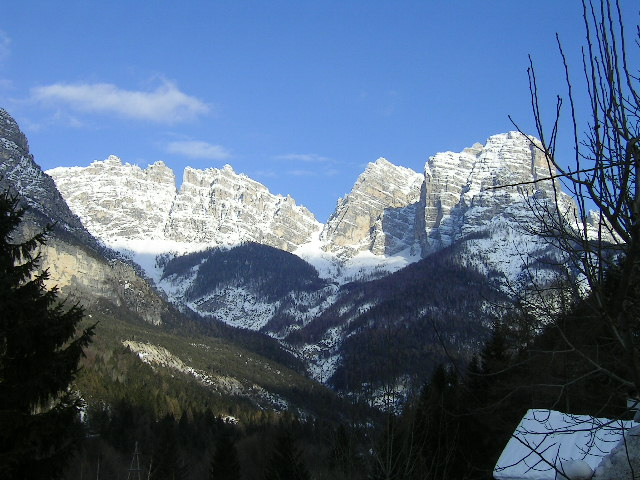

46°20′11″N 12°16′05″E / 46.33639°N 12.26806°E
薩索迪博斯科內羅山（義大利語：Sasso di Bosconero），是意大利的山峰，位於該國東北部，由威尼托大區負責管轄，屬於多洛米蒂山的一部分，海拔高度2,468米，人類在1878年首次登頂。